# Beaufort (South Carolina)
Beaufort is een plaats (city) in de Amerikaanse staat South Carolina, en valt bestuurlijk gezien onder Beaufort County. Nabij Beaufort vond in 1779 de Slag bij Beaufort plaats tijdens de Amerikaanse Onafhankelijkheidsoorlog.
In Beaufort bevindt zich The Kazoo Museum dat zich richt op het muziekinstrument kazoo.
De plaats diende als locatie voor de opnames van de film The Big Chill (1983).

## Demografie
Bij de volkstelling in 2000 werd het aantal inwoners vastgesteld op 12.950.
In 2006 is het aantal inwoners door het United States Census Bureau geschat op 12.029, een daling van 921 (-7,1%).

## Geografie
Volgens het United States Census Bureau beslaat de plaats een oppervlakte van
60,7 km², waarvan 48,2 km² land en 12,5 km² water. Beaufort ligt op ongeveer 6 m boven zeeniveau.

## Geboren in Beaufort
Joe Frazier (1944-2011), bokser 

## Plaatsen in de nabije omgeving
De onderstaande figuur toont nabijgelegen plaatsen in een straal van 12 km rond Beaufort.